# Lenda de Nossa Senhora da Luz
A lenda de Nossa Senhora da Luz é um mito sobre a fundação de Curitiba.

## Histórico
De acordo com a tradição, existia uma imagem de Nossa Senhora da Luz, localizada na capela do primeiro vilarejo da região, a Vilinha, ainda às margens do Rio Atuba (Curitiba). Todas as manhãs esta imagem mariana estava voltada para uma dada direção.
Tendo sido interpretada como a vontade da Santa, foi estabelecido um contato com o cacique dos índios tingüi, o cacique "Tindiquera". Este teria localizado o novo local e colocado uma vara no chão, dizendo "Coré Etuba", com o significado de "muito pinhão". Desta vara teria brotado uma frondosa árvore, sendo este o marco zero da cidade de Curitiba.